# Porsche 942
De Porsche 942 is een verlengde 928, gemaakt voor de 75e verjaardag van Ferry Porsche, er is door het Porsche Prototype Department negen maandenlang aan gewerkt.
De 928 is met 25 centimeter verlengd, om meer ruimte te creëren voor de achterpassagiers. Andere dingen die uniek waren voor deze auto ten opzichte van de 928, zijn de vaste koplampen, de grotere deuren, het verhoogde dak, elektrisch verstelbare voorstoelen, een autotelefoon, een Blaupunkt stereo, radar gestuurde cruise control en climate control.
De bumpers van de auto verschenen later op de 928 S4, en de  vijfliter V8 motor, die door middel van een viertraps Daimler automaat de auto aandreef verscheen later op de Amerikaanse markt.